# Hormospira maculosa
Hormospira maculosa é uma espécie de gastrópode, pertencente a família Pseudomelatomidae.